# Arc Nouveau
L'arc Nouveau ou arc de Dioclétien (en latin : Arcus Novus ou Arcus Diocletiani) est un arc de triomphe romain mentionné dans le catalogue des Régions pour la regio VII – Via Lata.

## Localisation
L'arc enjambait la via Lata, près de l'angle nord-est de l'actuelle église Santa Maria in Via Lata.

## Histoire
La construction de l'arc est attribuée aux empereurs Dioclétien et Maximien Hercule par le Chronographe de 354 et datée entre 303 et 304, à l'occasion des vicennalia des deux empereurs comme semble l'indiquer l'inscription VOTIS    retrouvée non loin.
Il est détruit par le pape Innocent VIII en 1491 afin de reconstruire l'église voisine. Les derniers vestiges, dont une pièce représentant un bras féminin en train de graver l'inscription précédente sur un bouclier, disparaissent en 1523. Seuls des fragments des reliefs décorant l'arc nous sont parvenus, conservés dans la Villa Médicis dont ils ornent la façade côté jardin.

## Description
Il s'agit d'un arc à une voûte en marbre, orné de trophées. Les fragments des reliefs retrouvés, qui appartiennent probablement à cet arc, appartiennent à deux ensembles. Le premier porte des personnifications de divinités et d'allégories, dont la figure occupée à graver sur un bouclier. Sur le deuxième ensemble est représentée une scène de sacrifice qui se déroule devant les temples de Magna Mater et de Mars Ultor. 
Une partie des reliefs proviennent de monuments antérieurs, dont le deuxième ensemble. L'identification des monuments originaux est très discutée,.
| |  |  |
| Reliefs modifiés de la façade de la Villa Médicis où figure le temple de Magna Mater, dédoublé en deux temples distincts lors de la reprise du relief. |  |  |